# Anne-Élisabeth Blateau
Anne-Élisabeth Blateau, née le 28 juillet 1976 à Paris, est une actrice,  réalisatrice, scénariste et dramaturge française.

## Biographie

### Années 2000
Après avoir été étudiante en droit public à Sciences Po Paris, elle joue en 2000 dans La Demande en mariage et L'Ours d'Anton Tchekhov (mise en scène de Jean Périmony) dans le cadre d'une tournée, ainsi que dans Jedem das Seine (À chacun son destin) de Catherine Verlaguet (mise en scène de Véronique Balme) au théâtre des Songes à Paris. L'année suivante, elle obtient, comme auteur, le prix de la meilleure œuvre originale au Festival Jeune Théâtre de Savigny-sur-Orge pour Balthazar, comédie en un acte.
Après avoir été l'une des principales interprètes des courts-métrages Le petit cri de Cédric de Bragança et Scoub 2 de Stéphane Berla (sélectionné au Festival Universciné), elle est à l'affiche du théâtre de Nesle en 2002, aux côtés de Francis Prieur et Cédric Villenave, pour Cet animal étrange, la pièce de Gabriel Arout (d'après des nouvelles d'Anton Tchekhov), mise en scène par Michel Vuillermoz.
En 2003, elle écrit puis joue Pouët-Pouët, un spectacle solo (mise en scène de Coralie Fargeat), en deux lieux parisiens (Le Cercle, Le Bec Fin). Elle fait également partie de l'équipe d'animation du Théâtre Trévise et intervient comme auteur et actrice pour la chronique Faut-il ? (avec Maurice Barthélemy, des Robins des Bois), diffusée sur Canal+.
En 2004, elle joue au théâtre d'Edgar dans Les feux de l'amour ça brûle, une pièce qu'elle a écrite et mise en scène.
En 2005, elle est l'interprète, avec Frédéric Gorny, de Behind, court-métrage de Grégory Monro, sélection de plusieurs festivals (Bolzano, Lausanne, Hambourg, Trouville en 2006, Rio de Janeiro en 2007). Elle se produit également dans un spectacle solo intitulé La Petite Vadrouille et présenté à Paris, à La Providence. Elle joue également la maîtresse d'école dans le clip des Fatals Picards, Dors mon fils.
En 2006, elle joue dans deux pièces de Dominique-Pierre Devers, Du rififi à la morgue et Du rififi chez les pingouins. Elle collabore à l'écriture de sketchs pour la série Samantha Oups !.
De septembre à décembre 2007, elle participe à Made in Palmade, l'émission de Pierre Palmade diffusée chaque dimanche sur France 3.
En 2007, elle crée (avec Coralie Fargeat) et joue dans une mini-série comique pour la jeunesse intitulée Les Fées cloches qui est diffusée du lundi au vendredi sur TF1 dans le programme de jeunesse Tfou à partir du 9 janvier 2008.
En 2008, elle joue dans la pièce Opération cousine au théâtre Fontaine à Paris et est signataire d'une contribution intitulée Une vieille maîtresse sans Breillat ? dans le livre Carré d'art : Barbey d'Aurevilly, Byron, Dali, Hallier de Jean-Pierre Thiollet.
D'octobre 2008 à avril 2009, on a pu également la voir sur la scène du théâtre Fontaine dans la pièce Le Comique de et avec Pierre Palmade.
Anne-Élisabeth Blateau s'est vu décerner une Mention pour la meilleure actrice lors du 6e Festival de court-métrage de Saint-Maur (17-19 octobre 2008), pour son rôle dans Salut Peter, un film réalisé par Jules Thénier (scénario de Jean Vocat), invité en 2009 au Short Film Corner du festival de Cannes et récompensé en 2010 au Festival du Film merveilleux (prix du public et meilleur scénario).

### Années 2010
En 2010, elle a tenu le rôle de Marceline dans le téléfilm Fais danser la poussière de Christian Faure et le rôle de la serveuse saoule dans l'émission Le Grand Restaurant.
Après avoir été à l'affiche de la pièce Le Comique avec Pierre Palmade dans le cadre d'une tournée qui s'est achevée en avril 2010 (une représentation a fait l'objet d'une diffusion sur M6 le 13 août 2010), elle a joué, de janvier à mai 2011, sur la scène du théâtre de la Porte-Saint-Martin dans la pièce L'Amour sur un plateau d'Isabelle Mergault.
Depuis 2011, elle joue le rôle d'Emma dans la série à sketchs Scènes de ménages diffusée sur M6, en binôme avec David Mora.
C'est ce rôle qui la révèle au grand public.
En février-mars 2013, on a pu la voir dans la série La Croisière sur TF1.
Jusqu'au 27 juillet 2013, elle a joué au théâtre Tristan-Bernard dans L'Entreprise, de et par la Troupe à Palmade, des textes qu'elle a coécrits.
Elle est également à l'affiche de la nouvelle pièce de Pierre Palmade, Le Fils du comique, qui se joue depuis le 27 septembre 2013 au théâtre Saint-Georges.
En 2015, elle est signataire d'une contribution intitulée « Seule en scène » dans le livre 88 notes pour piano solo de Jean-Pierre Thiollet.
En 2016, elle a donné naissance à son fils nommé Hadrien[réf. nécessaire].
En 2018, elle apparait dans 5 épisodes de la série Nu. Le 19 décembre 2018, plus de 70 célébrités se mobilisent à l'appel de l'association Urgence Homophobie. Blateau est l'une d'elles et apparaît dans le clip de la chanson De l'amour.
Le 27 février 2019, elle est dans un second rôle à l'affiche du film Jusqu'ici tout va bien qui est un succès au box office. Dans un même temps, elle obtient le rôle de Solen Martineau dans 4 épisodes de la série Un avion sans elle. En parallèle, elle est aussi présente dans le téléfilm à succès Une mort sans importance, qui est diffusé sur France 2.
Dans la nuit du 5 au 6 septembre 2019, les pompiers interviennent à son domicile ou dans un bar du Marais pour une suspicion de traumatisme crânien dont elle dit souffrir. Après que les pompiers aient constaté que son traumatisme est en réalité bénin, elle entre dans une colère folle contre ces derniers. Ivre, elle tente notamment d'étrangler une femme pompier, ce qui pousse la BAC à intervenir pour la neutraliser et la placer en garde à vue,. Poursuivie pour « violences et outrages sur personnes chargées d’une mission de service public et violence à raison de l’orientation sexuelle », elle est convoquée en mars 2020 devant le tribunal correctionnel de Paris,. Le 9 septembre 2019, elle présente ses excuses sous la forme d'un message publié sur Instagram dans lequel elle déclare avoir « honte de n'avoir été que l'ombre de moi-même, honte d'avoir eu une attitude exécrable ».

### Années 2020
En 2020, elle s'illustre dans la mini série Les Copains d'abord de la chaine M6.
Le 3 février 2021, elle fait partie des 35 acteurs que Pierre Palmade réunit pour le prime Réouverture après travaux sur M6.
Le 29 juin 2021, en début d'après-midi, la police intervient à son domicile de Montreuil pour « tapage » à la demande du voisinage. Sous l'emprise de l'alcool et particulièrement agressive, elle invective violemment les policiers. Ces derniers décident alors de faire appel aux pompiers, qui la prennent en charge et la transportent à l'hôpital où elle est hospitalisée en état d'ébriété. 
En 2023, elle joue le rôle remarqué de Viviane Bouchard (pastiche de la chroniqueuse Élisabeth Lévy) dans L'Heure de trop, une parodie de l'émission L'Heure des pros, réalisée par Malik Bentalha.
En décembre 2023, elle réalise et joue le rôle principal de la série Mère indigne diffusée sur la plateforme France.tv.

## Filmographie

### Actrice

#### Cinéma

##### Longs métrages
- 2011 : Rendez-vous avec un ange d'Yves Thomas et Sophie de Daruvar : la patronne boutique
- 2014 : Les infidèles de Nicolas Cuche : la babysitter
- 2019 : Jusqu'ici tout va bien de Mohamed Hamidi : Sidonie
- 2022 : Citoyen d'honneur de Mohamed Hamidi : Vanessa

##### Courts métrages
- 2001 : Le Petit Cri de Cédric de Bragança
- 2002 : Scoub 2 de Stéphane Berla
- 2005 : Behind de Grégory Monro
- 2023 : L'Heure de trop de Malik Bentalha : Viviane Bouchard

#### Télévision

##### Séries télévisées
- 2003 : Faut-il ?, série créée par Éric Lavaine
- 2010 : Fais danser la poussière de Christian Faure
- 2010 : Le Grand Restaurant (1er épisode) de Gérard Pullicino
- 2008 : Les Fées cloches
- 2011 : Le Grand Restaurant II (2e épisode) de Gérard Pullicino
- depuis 2011 : Scènes de ménages : Emma
- 2013 : La Croisière
- 2018 : Nu, série créée par Olivier Fox (5 épisodes)
- 2019 : Un avion sans elle de Jean-Marc Rudnicki
- 2020 : Les Copains d'abord de Denis Imbert
- 2023 : Les Bracelets rouges : Dr Kovac
- 2023 : Mère indigne d'Anne-Elisabeth Blateau et Romain Fisson Edeline : Rachel

##### Téléfilms
- 2016 : L'Entreprise de Sébastien Deux
- 2019 : Une mort sans importance de Christian Bonnet
- 2021 : Le Grand Restaurant : Réouverture après travaux de Romuald Boulanger

### Réalisatrice
- 2023 : Mère indigne avec Romain Fisson Edeline

### Scénariste
- 2023 : Mère indigne avec Khaled Amara

## Théâtre
- 2000 : Une Demande en mariage d'Anton Tchekhov
- 2000 : L'Ours d'Anton Tchekhov
- 2000 : Jedem das Seine de Catherine Verlaguet
- 2000 : Balthazar d'Anne-Élisabeth Blateau
- 2002 : Cet animal étrange de Michel Vuillermoz
- 2004 : Les Feux de l'amour, ça brûle d'Anne-Élisabeth Blateau
- 2006 : Du rififi à la morgue de Dominique Pierre-Devers
- 2006 : Du rififi chez les pingouins de Dominique Pierre-Devers
- 2008 : Opération Cousine de Gérard Pinter
- 2008-2009 : Le Comique de Pierre Palmade
- 2011 : L'Amour sur un plateau d'Isabelle Mergault
- 2013 : L'Entreprise de et par la Troupe à Palmade
- 2013 : Le Fils du comique de Pierre Palmade

## Spectacles solos
- 2003 : Pouët-Pouët
- 2005 : La Petite Vadrouille

## Distinctions
- 2014 : nomination au Molière du jeune talent féminin pour Le Fils du comique